# Трета битка на пътя Коруня
Третата битка на пътя Коруня или битката при Махадахонда е третият и последен опит на националистите да изолират Мадрид от север по време на Гражданската война в Испания.

## Битката
Офанзивата започва на 3 януари 1937 г. Основният удар пада върху 4-та дивизия на Хуан Модесто. Колоната на Фернандо Барон напредва от Вилянуева де ла Каняда към магистралата за Ла Коруня и на следващия ден е в района на Лас Росас, където среща силна съпротива, особено след пристигането на два батальона от интернационални бригади.
Вдясно от Барон напредват колони под командването на Едуардо Саенса де Буруага и Гарсия-Ескамес, които срещат силна съпротива в района на Посуело от републиканците, подсилени от един батальон от XI Интернационална бригада и шест Т-26 танка, които унищожават 25 леки танка Panzerkampfwagen I.
На 5 януари републиканската 31-ва смесена бригада, подкрепена от танкове, се опитва да превземе Лас Росас, но не успява.
На 6 януари, след интензивен обстрел, бунтовниците с подкрепата на танкове и лека артилерия, успяват да победят четири батальона от XI Интернационална бригада и да достигнат магистралата Ла Коруня на тринадесетия километър, превземайки гората на Ремис. Войските на Оргас отстъпват на изток и на 9 януари, с цената на големи загуби, превземат десет километра от магистралата, която води от Лас Росас, и стигат до крайните къщи на Мадрид в Пуерта де Йеро. За първи път, както и на 15 ноември 1936 г., възниква опасност от пробив на републиканския фронт.
Хосе Миаха и Висенте Рохо успяват да консолидират фронта благодарение на преразпределените резерви. Когато силите на Оргас се приближават до моста Сан Фернандо, те незабавно го губят от остра републиканска контраатака и друг опит за напредване е спрян от републиканската артилерия. Липсата на резерви попречва на националистите да повторят атаката в този сектор.
Вземайки предвид променената ситуация, републиканското командване решава да започне контранастъпление и да нанесе удар от линията Валдеморило, Галапагар на югоизток, във фланга на основната групировка на противника в района на Лас Росас, Аравака, Махадаонда. Основният удар е нанесен от бригадирите от района на Галапагар, спомагателният е нанесен от испанците (1-ва, 3-та и 31-ва бригади) от парка Ел Пардо на Лас Росас. В контранастъплението участват около 9 000 души, 50 танка и 22 оръдия.
На 11 януари, в гъста мъгла и силен студ, републиканските войски, подсилени от XII и XIV Интернационални бригади, 1-ва смесена бригада на Енрике Листер и подкрепени от два танкови батальона (47 танка) под личното командване на Дмитрий Павлов, успешно контраатакуват в посока Махадаонда и Лас Росас. Поради гъстата мъгла, артилерията и авиацията не участват в контраатаките. И двата танкови батальона водят интернационалната бригада в настъпление. Те последователно атакуват въстаническите войски, връщат се към пехотата и отново преминават в атака, подпомагайки настъплението на бригадите. Особено ожесточени битки се водят за сградата на старата телеграфна служба, разположена на хълм южно от Лас Росас и която е ключът към защитата на цялата вражеска позиция, която многократно сменя ръцете си в продължение на два дни. Въпреки че и двете селища, с изключение на сградата на телеграфа, не могат да бъдат върнати, кризата е преодоляна.
През нощта на 14 януари до републиканските части пристига заповед от щаба на фронта, която нарежда да спрат настъпателните операции и да преминат в отбрана в окупираните райони. В заповедта се казва, че поставената от републиканците цел е постигната: основните сили на противника са отклонени от Мадрид. И двете страни преминават в отбрана и започват да укрепват позициите си.

## Резултати
Третата битка по пътя Корун завършва, както и предишните две, с ново поражение на бунтовниците, тъй като те не могат нито да проникнат в Мадрид от северозапад, нито да го изолират от републиканските войски, разположени в Сиера де Гуадарама, въпреки че франкистите запазват десет километра пътища, които заемат по време на напредването си.
За десет дни битки републиканците губят 6 000 убити и ранени, докато националистите - 1 500.